# Коронация королевы Виктории (картина)
«Коронация королевы Виктории» (англ. The Coronation of Queen Victoria) — картина британского художника Джорджа Хейтера, написанная в 1839 году.

## Описание
Она изображает коронацию королевы Виктории в Вестминстерском аббатстве 28 июня 1838 года. На картине Хейтера изображены шестьдесят четыре человека, присутствовавших на коронации. Они были нарисованы по материалам частных сеансов, проведённых после коронации. На королеве изображена Императорская государственная корона.

## История
Хейтеру было поручено запечатлеть эту сцену менее чем за неделю до коронации за гонорар в 2000 гиней. Он уже продемонстрировал своё мастерство в изображении сцен с толпой на таких значимых произведениях как «Суд над королевой Каролиной» и «Реформированная палата общин». Позже он был назначен главным художником, несмотря на номинальное старшинство ирландского художника сэра Мартина Арчера Ши, президента Королевской академии.
Политик и будущий премьер-министр лорд Абердин предложил, чтобы на картине был изображён сам момент коронации, но Виктория отвергла эту идею, так как не хотела, чтобы её изображали с опущенной головой. Вместо этого на картине изображён момент вскоре после коронации, когда новую королеву провозглашают.